# Жуков, Николай Дмитриевич
Николай Дмитриевич Жуков (1922—1943) — подпольщик Великой Отечественной войны, участник антифашистской организации «Молодая Гвардия».

## Биография
Николай Жуков родился 9 мая 1922 года в поселке Первомайка, Краснодонского района, в семье рабочего — Дмитрия Иосифовича. Мать — Евгения Митрофановна была домохозяйкой.
Окончив в 1938 году 7 классов средней школы № 6, Василий поступил на работу секретарем народного суда в своем поселке[значимость факта?]. В том же году Николай вступил в комсомол.
17 августа 1941 года был призван в ряды Военно-Морского Флота СССР. Принимая участие в обороне Севастополя, Жуков получил тяжелое ранение и эвакуирован в город Нальчик. В течение нескольких месяцев лечился в госпитале. В апреле 1942 года по состоянию здоровья вернулся на родину, где его застала фашистская оккупация. Верный своей матросской клятве, он с первых дней оккупации поднялся на борьбу против захватчиков. Вступив в ряды подпольной организации «Молодая гвардия», распространяет листовки, собирает оружие, участвует в подготовке вооруженных операций, в освобождении советских военнопленных, разгроме вражеских автомашин.
Николая Жукова арестовали одним из первых. Его подвергали пыткам, но Николай мужественно и стойко держался на допросах.
16 января 1943 года был расстрелян и сброшен в шурф шахты № 5.
Его достали из шахты без языка, без ступни и без кончиков пальцев.
Похоронен в братской могиле героев «Молодой гвардии» на центральной площади города Краснодона.

## Награды
Посмертно награждён медалью «Партизану Отечественной войны» 1-й степени.